# Gebänderter Saumfarn
|  | Dieser Artikel wurde aufgrund von formalen oder inhaltlichen Mängeln in der Qualitätssicherung Biologie im Abschnitt „Pflanzen“ zur Verbesserung eingetragen. Dies geschieht, um die Qualität der Biologie-Artikel auf ein akzeptables Niveau zu bringen. Bitte hilf mit, diesen Artikel zu verbessern! Artikel, die nicht signifikant verbessert werden, können gegebenenfalls gelöscht werden. Lies dazu auch die näheren Informationen in den Mindestanforderungen an Biologie-Artikel. |

Für Informationen zum Umgang mit dieser Vorlage siehe bitte Wikipedia:Taxoboxen. -->

Der Gebänderte Saumfarn (Pteris vittata L., Syn.: Pteris costata Bory ex Willd., Pteris diversifolia Sw., Pteris longifolia Sim) ist eine Art der Pflanzengattung Pteris innerhalb der Familie der Saumfarngewächse (Pteridaceae). Er kommt ursprünglich in Südeuropa, Afrika (incl. Madagaskar), in Makaronesien, im tropischen Asien, auf Inseln im westlichen Indischen Ozean, in Westasien, in China, Japan, Taiwan, Australien und auf den nördlichen Marianen vor. Auf abgelegeneren Inseln im Pazifik (z. B. Hawaii) und in der Karibik, in Nord- sowie Südamerika ist er ein Neophyt.
Der Gebänderte Saumfarn (Pteris vittata) nimmt Arsen aus dem Boden auf und kann bis zu fünf Prozent seines Trockengewichts an Arsen aufnehmen.